# Diazosma seclusum
Diazosma seclusum is een muggensoort uit de familie van de wintermuggen (Trichoceridae). De wetenschappelijke naam van de soort is voor het eerst geldig gepubliceerd in 1993 door Stary & Martinovsky.